# Humanitude
Cet article concerne la philosophie et le soin. Pour la notion linguistique parfois désignée par ce terme, voir Animéité.
Le mot humanitude est un néologisme désignant la capacité d’un être humain à prendre conscience de son appartenance à l’espèce humaine comme membre à part entière.
Il est créé en 1980 par l'écrivain suisse Freddy Klopfenstein , repris en 1986 dans un sens philosophique par le généticien humaniste Albert Jacquard (1986) puis dans les années 1990 par deux formateurs français.  

## Approche philosophique

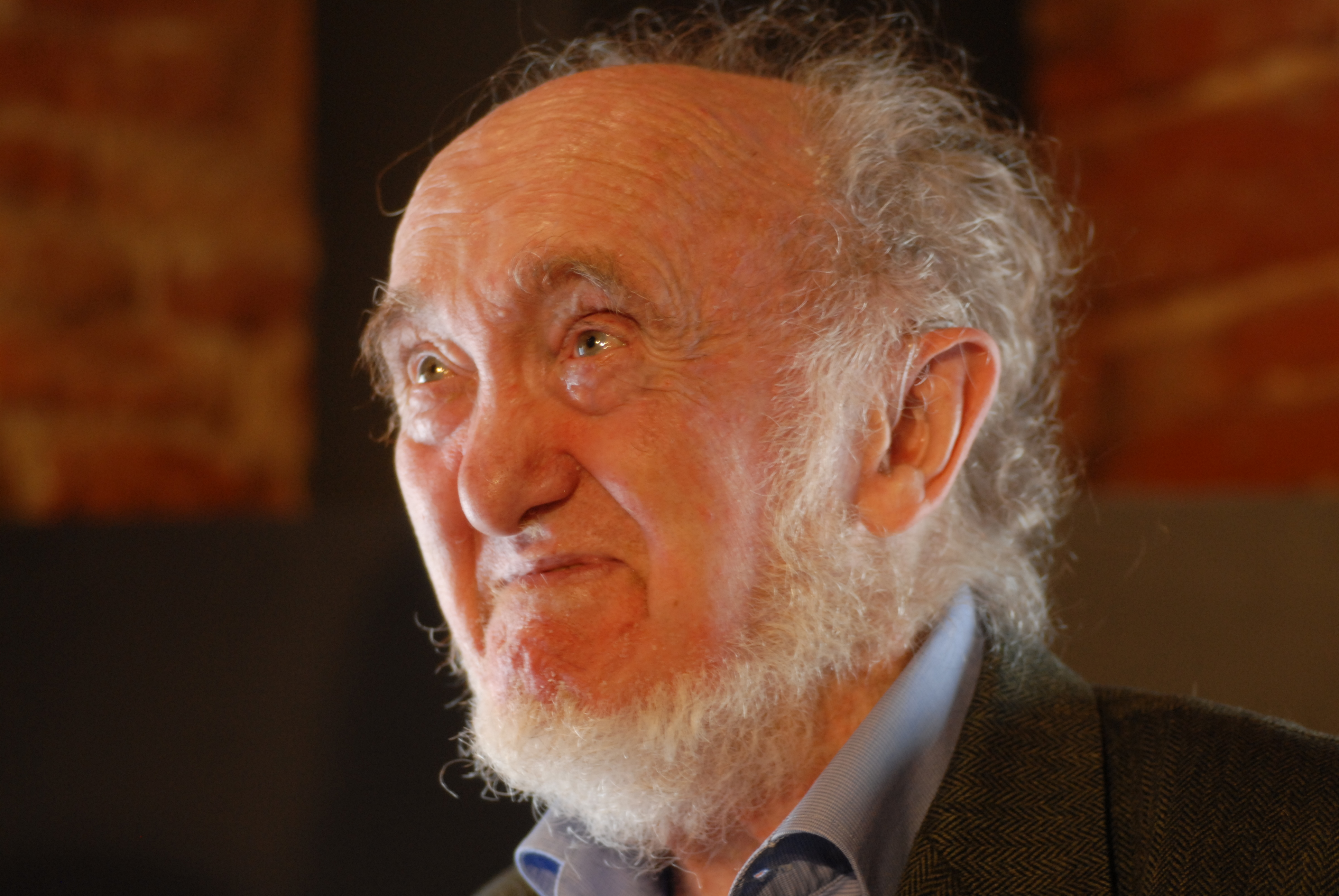
Albert Jacquard

Partant du constat que le rapport entre les humains est souvent empreint de violence, celui-ci estime qu'il importe de changer les états d'esprit de sorte que chacun soit davantage capable de se mettre à l'écoute d'autrui. Pour cela, dit-il, il faut « miser sur l'éducation » (Jacquard, 1987). Il définit alors l’humanitude comme étant « les cadeaux que les hommes se sont faits les uns aux autres depuis qu'ils ont conscience d'être, et qu'ils peuvent se faire encore en un enrichissement sans limites » (Jacquard, 1987). Ces cadeaux constituent « l'ensemble des caractéristiques dont, à bon droit, nous sommes si fiers, marcher sur deux jambes ou parler, transformer le monde ou nous interroger sur notre avenir » (Jacquard, 1987). En fait, « les hommes n'ont d'autres tâches que de profiter du trésor d'humanitude déjà accumulé et de continuer à l'enrichir » (Jacquard, 1987). 

## Approche clinique en gérontologie
Ayant réutilisé le terme en 1983 , Yves Gineste et Rosette Marescotti s'approprient juridiquement le terme en 1995 via une marque déposée, « Philosophie de soin de l’Humanitude »  également appelée « méthodologie de soin Gineste-Marescotti ». Cette philosophie de soins est basée sur le respect et la dignité des personnes et l'harmonie dans la relation entre les soignants et les patients. Appliquée aux soins, elle revendique le « vivre et mourir debout » (Gineste et Marescotti, 1983), c'est-à-dire l'autonomie des patients par la réadaptation, le maintien ou l'amélioration de leur santé, voire leur accompagnement jusqu'à la mort (Gineste et Pellissier, 2008). 
En 2008, Jean-Jacques Amyot, sociologue et directeur de l’Office aquitain de recherche, d’information et de liaison sur les personnes âgées, signe un article soulevant la controverse autour de l'appropriation du terme par Yves Gineste et Rosette Marescotti. Selon lui, la confusion introduite entre humanité et humanitude, susceptible de culpabiliser les soignants pour leurs pratiques effectuées préalablement à une formation à cette méthode sont tout aussi controversées que la nouveauté prétendue de cette méthode, qui donne lieu à une grande diffusion dans le secteur médical, grâce au soutien et à la reconnaissance dont elle a bénéficié dans des conditions éthiques douteuses. Toutefois, son succès s'explique car il s'agit alors d'une des rares formations continues proposées en gérontologie en situation concrète, et qui exige au préalable l'adhésion de la hiérarchie hospitalière.  
Aujourd'hui, la formation est dispensée par une douzaine d'instituts en France, mais aussi à l'étranger. Un documentaire diffusé en août 2016 sur France 5, Et guérir de tendresse, a mis en lumière les bienfaits observés dans un Ehpad formé à la méthode, et tenté de les expliquer scientifiquement.  
Au Japon, des études sont menées depuis 2015 pour évaluer notamment l'impact de la méthode Gineste-Marescotti,

## L'humanitude politique de Jacques Testart
Reprenant le vocable dans un ouvrage paru en 2015 intitulé L'humanitude au pouvoir: Comment les citoyens peuvent décider du bien commun, Jacques Testart, lui donne une dimension politique. Il fait l'hypothèse d'une étonnante capacité des simples citoyens à réfléchir, à délibérer et à prendre des décisions au nom de l'intérêt commun de l'humanité. Cela l'amène à considérer que les comités composés de citoyens tirés au sort sont mieux à même de prendre des décisions politiques concernant les technologies en direction du bien commun sans influences des milieux économiques.